# Bogatynia
Bogatynia (Reichenau em alemão) é um município da Polônia, na voivodia da Baixa Silésia e no condado de Zgorzelec. Estende-se por uma área de 59,88 km², com 18 030 habitantes, segundo os censos de 2016, com uma densidade de 301,1 hab/km².